# Попельное (Харьковская область)
Попельное либо Пе́пельное (укр. Попельне), село, 
Ольховатский сельский совет,
Великобурлукский район,
Харьковская область.
Код КОАТУУ — 6321484015. Население по переписи 2001 г. составляет 0 человек.

## Географическое положение
Село Попельное находится на расстоянии в 2 км от сёл Комиссарово, Широкое и Потихоново.

## История
- 2008 - село ликвидировано[1][2].

## Экономика
- В селе есть молочно-товарная ферма.

## Объекты социальной сферы
- Школа.